# Nymburská poprava
Nymburská poprava nebo nymburské peklo, v estonských pramenech pro širší souhrn událostí obvykle české peklo (estonsky Tšehhi põrgu) je označení pro události na konci druhé světové války během pražské ofenzívy a českého povstání v květnu 1945. Jednalo se o věznění a mimosoudní popravy neozbrojených vojáků a důstojníků 1. estonské granátnické divize SS.

## Pozadí
Dne 5. dubna 1945 byla v Košicích zformována nová československá vláda. Komunistická strana v ní obsadila třetinu míst včetně ministerstev vnitra a obrany. Poválečné nálady povzbuzované komunisty vedly k hromadným projevům divoké lidové spravedlnosti proti jednotkám německých ozbrojených sil.
Kapitulující německé jednotky zahrnovaly tisíce důstojníků a vojáků, včetně estonské divize, která původně působila v okolí jihopolské Jelení Hory (tehdy východopruský Hirschberg im Riesengebirge) a Świerzawy (Schönau an der Katzbach). Některé prameny uvádějí, že do sil Waffen-SS byli odvedeni násilně, kromě pravidelných vojenských cvičení nedostali žádný zvláštní výcvik a nedopustili se válečných zločinů.

## Akce
Estonská divize obdržela 7. května rozkaz k ústupu, shromáždění v Jablonci nad Nisou, přesunu přes Prahu směrem na Plzeň a nakonec ke kapitulaci do rukou amerických ozbrojených sil. Velitelství divize a zásobovací vlak zahájily ústup téhož dne, jednotky následovaly další den. Postup jednotek vedl na Turnov a Mělník. České povstalecké síly požadovaly, aby německé jednotky odevzdaly zbraně, což Estonci učinili. Někteří povstalci a partyzáni ale následně pronásledovali a zajali některé neozbrojené vojáky, poté je mučili a ponižovali. Nedělali přitom rozdíl mezi estonskými občany, kteří byli nelegálně odvedeni, a německými silami. Počet zabitých mužů se odhaduje na 500–1000, ale skutečný počet není znám. Doložená je poprava sedmi důstojníků v Nymburce v prostoru za železničními dílnami, podle nichž se užívá české označení nymburská poprava.
Někteří z vojáků, kteří byli drženi českými partyzány, se mělo ulevit, když se dostali do zajetí Rudé armády.